# Zečjak
Zečjak (1622 m) – drugi pod względem wielkości szczyt Welebitu Środkowego (za Šatoriną), ale dużo łatwiejszy do zdobycia, gdyż znajduje się blisko przełęczy Veliki Alan (1406 m) i schroniska górskiego (1305 m), dokąd wiedzie droga z Krasnego Polja przez Welebit do Jablanaca na wybrzeżu adriatyckim. Tą drogą szutrową można przejechać także samochodem osobowym z Krasnego do przełęczy, podczas gdy droga z przełęczy do Jablanaca jest dostępna tylko dla terenowych.
Do Zečjaka trzeba iść około 1 h ze schroniska, w kierunku południowo-zachodnim, najpierw Szlakiem Premužicia na południe, a potem odbiciem na zachód. Na szczycie nie ma drzew (podobnie jak na Šatorinie) i jest piękny widok na morze i wyspy.